# Корбетт, Джон
Джон Джо́зеф Ко́рбетт (англ. John Joseph Corbett, род. 9 мая 1961, Уилинг) — американский актёр.

## Ранние годы
Джон Корбетт родился в Уилинге, Западная Виргиния. Будучи подростком, он переехал в Калифорнию. Около шести лет Джону пришлось проработать на заводе. Параллельно с этим, он посещал занятия по театральному мастерству. Попробовав себя на сцене, Джон уже не мыслил себя без неё. Он участвовал только в студенческих спектаклях, пока преподаватели не посоветовали попробовать свои силы в Голливуде.

## Карьера
Первой работой Корбетта на телевидении стали рекламные ролики. В 1987 году он впервые снялся в кино, появившись в эпизодической роли в фильме «Тот, кто меня бережёт». В 1988 году Джон снялся в эпизоде сериала «Чудесные годы». Он сыграл в трёх успешных телевизионных сериалах: «Северная сторона» (1990—1995), «Секс в большом городе» (2001—2002) и «Такая разная Тара» (2009—2011).
Настоящим прорывом в большом кино для Корбетта стали роли второго плана в романтической комедии «Интуиция» и главная роль в фильме «Моя большая греческая свадьба». В 2009 году Джон сыграл главную роль в романтической комедии «Я ненавижу День святого Валентина», где снова встретился с партнёршей по фильму «Моя большая греческая свадьба» Нией Вардалос.

## Личная жизнь
С 2002 года Корбетт проживает в Санта-Барбаре с актрисой и фотомоделью Бо Дерек.
Джон — убеждённый вегетарианец.

## Избранная фильмография

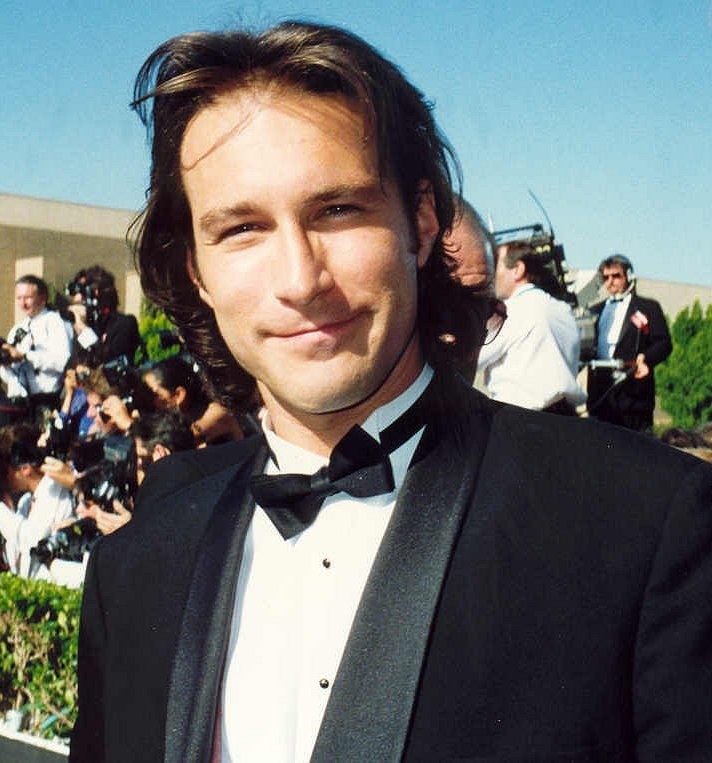
Корбетт на 44-й церемонии вручения премии «Эмми» в августе 1992 года

| Год       |    | Русское название                     | Оригинальное название             | Роль                   |
| --------- | -- | ------------------------------------ | --------------------------------- | ---------------------- |
| 1987      | ф  | Тот, кто меня бережёт                | Someone To Watch Over Me          | Уокер                  |
| 1988      | с  | Чудесные годы                        | The Wonder Years                  | Луис                   |
| 1990—1995 | с  | Северная сторона                     | Northern Exposure                 | Крис Стивенс           |
| 1991      | ф  | Полёт «Интрудера»                    | Flight of the Intrudere           | Большой Оги            |
| 1993      | ф  | Тумстоун: Легенда Дикого Запада      | Tombstone                         | Барнс                  |
| 1997      | ф  | Вулкан                               | Volcano                           | Норман Колдер          |
| 2000      | ф  | Суетный обед                         | Dinner Rush                       | Кен Ролофф             |
| 2000—2003 | с  | Секс в большом городе                | Sex and the City                  | Эйдан Шоу              |
| 2001      | ф  | Интуиция                             | Serendipity                       | Ларс Хэммонд           |
| 2002      | ф  | Моя большая греческая свадьба        | My Big Fat Greek Wedding          | Иэн Миллер             |
| 2003      | мс | Грязный Гарри                        | Gary the Rat                      | Фрэнк Спиллоготориетто |
| 2004      | ф  | Модная мамочка                       | Raising Helen                     | пастор Дэн Паркер      |
| 2004      | ф  | Элвис покинул здание                 | Elvis Has Left the Building       | Майлс Тейлор           |
| 2004      | ф  | Суперзвезда                          | Raise Your Voice                  | мистер Торвалд         |
| 2007      | ф  | Посланники                           | The Messengers                    | Беруэлл                |
| 2008      | ф  | Короли улиц                          | Street Kings                      | детектив Данте Демилл  |
| 2008      | ф  | Пылающая равнина                     | The Burning Plain                 | Джон                   |
| 2009      | ф  | Внезапно беременна                   | Baby on Board                     | Дэнни Чемберс          |
| 2009      | ф  | Я ненавижу День святого Валентина    | I Hate Valentine’s Day            | Грег Гатлин            |
| 2009—2011 | с  | Такая разная Тара                    | United States of Tara             | Макс Грегсон           |
| 2010      | ф  | Секс в большом городе 2              | Sex and the City 2                | Эйдан                  |
| 2010      | ф  | Рамона и Бизус                       | Ramona and Beezus                 | Роберт Куимби          |
| 2011—2015 | с  | Родители                             | Parenthood                        | Сет Холт               |
| 2013      | с  | Морская полиция: Лос-Анджелес        | NCIS: Los Angeles                 | Рой Хейнс              |
| 2015      | ф  | Поклонник                            | The Boy Next Door                 | Гарретт Петерсон       |
| 2015—2016 | с  | Секс, наркотики и рок-н-рол          | Sex&Drugs&Rock&Roll               | Флэш                   |
| 2016      | ф  | Моя большая греческая свадьба 2      | My Big Fat Greek Wedding 2        | Иэн Миллер             |
| 2016—2017 | с  | Мата Хари                            | Mata Hari                         | Рудольф Маклеод        |
| 2017      | с  | Портландия                           | Portlandia                        | в роли самого себя     |
| 2018      | ф  | Всем парням, которых я любила раньше | To All the Boys I’ve Loved Before | доктор Кови            |
| 2019      | ф  | Молчание                             | The Silence                       | Гленн                  |
| 2019      | ф  | Синяя бездна 2                       | 47 Meters Down: Uncaged           | Грант                  |
| 2023      | с  | Как я встретила вашего папу          | How I Met Your Father             | Роберт                 |
| 2023      | с  | И просто так (2 сезон)               | And Just Like That…               | Эйдан Шоу              |

## Награды и номинации
| Награда                        | Год  | Категория                                                                    | Название работы               | Результат |
| ------------------------------ | ---- | ---------------------------------------------------------------------------- | ----------------------------- | --------- |
| Золотой глобус                 | 1993 | Лучшая мужская роль второго плана в телесериале, мини-сериале или телефильме | Северная сторона              | Номинация |
| Золотой глобус                 | 2002 | Лучшая мужская роль второго плана в телесериале, мини-сериале или телефильме | Секс в большом городе         | Номинация |
| Эмми                           | 1992 | Лучшая мужская роль второго плана в драматическом телесериале                | Северная сторона              | Номинация |
| Сатурн                         | 1998 | Лучший телеактёр                                                             | Визитёр                       | Номинация |
| Премия Гильдии киноактёров США | 1995 | Лучший актёрский состав в комедийном телесериале                             | Северная сторона              | Номинация |
| Премия Гильдии киноактёров США | 2003 | Лучший актёрский состав в игровом кино                                       | Моя большая греческая свадьба | Номинация |